# 許同莘
许同莘（1878—1951）字溯伊，江苏省常州府金匱縣（今屬无锡市）人，清朝及中华民国政治人物。

## 生平
许同莘出生于清朝光绪四年（1878年） ，后获庚子辛丑并科举人。后来他留学日本，从法政大学速成科毕业。归国后，1899年，许同莘随舅舅张曾畴在湖广总督幕中“学习办事”。1906年，他正式成为张之洞的幕僚，任文案委员。当时张之洞由湖广总督转任军机大臣。许同莘在入张之洞幕的初期，曾向绍兴师爷施理卿请教外交文书等方面的知识。1909年冬，他开始编纂《张文襄公全书》。
中华民国成立后，1912年许同莘出任北洋政府外交部佥事。此后的十多年里，他完成了《张文襄公年谱》和清朝对外条约的编纂。北洋政府倒台以后，他曾任河北省政府主任秘书。抗日战争时期，他曾任河南省政府主任秘书。

## 著作
- 《治牍要旨》
- 《公牍诠义》
- 《公牍学史》